# La Section Anderson
La Section Anderson és un documental sobre la guerra de Vietnam estrenat el 3 de febrer de 1967 a França, i el 10 d'abril de 1968 als Estats Units, escrit, dirigit i produït per Pierre Schoendoerffer. Rep el seu títol del protagonista del film, el tinent Joseph B. Anderson, líder d'una secció de l'Exèrcit dels Estats Units durant la guerra de Vietnam. Dues dècades més tard, es va estrenar una seqüela del film amb el títol Reminiscence (1989).

## Sinopsi
L'1 d'agost de 1965, la 1a Divisió de Cavalleria Aèria dels Estats Units és enviada a Vietnam del Sud. Un any després, al setembre de 1966, Pierre Schoendoerffer, camerògraf de guerra francès i veterà de la guerra d'Indoxina, torna a Vietnam per a unir-se a ells i seguir la progressió dels trenta-tres soldats estatunidencs de la secció dirigida pel tinent Joseph B. Anderson durant 6 setmanes.

## Recepció
El documental es va projectar en més de 20 països i va guanyar diversos premis, incloent-hi l'Oscar a la millor pel·lícula documental de 1967

### Premis
- 1967: Prix Italia al Programa Dramàtic Original[2]
- 1968: Premi Emmy al millor documental de 1967 [cal citació]
- 1967: Oscar al millor documental [1]

### Comentaris de Joseph B. Anderson
Algun temps després de l'estrena, el llavors capità Joseph B. Anderson, Jr., líder de la unitat protagonista del film i el nom del qual dona títol a la pel·lícula, va fer alguns comentaris sobre la mateixa (i sobre la seva experiència a Vietnam i, en general, a l'Exèrcit dels Estats Units) per al llibre de Wallace Terry Bloods: An Oral History of the Vietnam War (1984).
En la pàgina 227, referint-se a Pierre Schoendoerffer, comenta:
| « | Després de visitar diferents operacions arreu del país, tant de l'Exèrcit com de l'Armada, es va instal·lar en el 1r de Cavalleria a causa del nou enfocament de la nostra mobilitat aèria, o l'orientació dels helicòpters. I va acabar amb el meu escamot degut a la seva mescla racial —teníem indis americans i mèxico-americans—, al nostre èxit en la cerca de l'escamot perdut, la meva formació a West Point i la capacitat de parlar francès. Ell i l'equip de filmació es van quedar amb nosaltres dia i nit durant sis setmanes, filmant tot el que fèiem. Parlaven molt bé l'anglès i jo no parlava suficient francès. I Schoendoerffer tenia tant coneixement i experiència sobre la guerra com qualsevol de nosaltres. La pel·lícula s'anomenaria The Anderson Platoon. I ens faria famosos.:227 | » |

Anderson també parla de la mort per foc amic d'un soldat blanc anomenat Shannon, de Califòrnia, que apareix en la pel·lícula en el minut 6.50 aproximadament. Anderson afirma: «Vaig escriure una carta als seus pares, dient-los que va fer un treball excepcionalment bo. No vaig descriure les circumstàncies en què va morir, perquè se'ns va ordenar que no poséssim aquest tipus de detalls en les cartes, anés quin fos el cas». Continua: «La pel·lícula descriu la granada com una granada enemiga. La qual cosa no és la veritable circumstància».:230
En la pàgina 233, el capità Anderson anota: «Vaig passar els meus últims mesos al camp base d’An Khe, com a ajudant del comandant general. Ser presentat en l'escamot Anderson òbviament va ajudar a la meva carrera».:233

## Seqüela
En 1989 es va estrenar una seqüela de La Ssection Anderson titulada Reminiscence, un documental per a televisió on es mostra la trobada de Schoendoerffer amb els supervivents de l'escamot vint anys després dels esdeveniments narrats en el documental original.